# Karl-Robert Ameln
Karl-Robert Ameln (Estocolmo, 4 de setembro de 1919 — 1 de abril de 2016) foi um velejador sueco, medalhista olímpico. Ele competiu nos Jogos Olímpicos de Verão de 1948 na classe 6 Metre e conquistou a medalha de bronze na disputa a bordo do Ali Baba II com Tore Holm, Martin Hindorff, Torsten Lord e Gösta Salén. A partir de 1947 foi diretor do estaleiro Oskarshamn.